# Action
《Action》是香港搖滾樂隊Beyond於1998年發行的第八張EP，共收錄5首作品。

## 介紹
此張EP是BEYOND少數粵語和國語一同收入的EP，收入了粵語版以及國語版的《喜歡一個人》，而第一首《我不信》為第三首《打不死》的國語版，最後一首《想你》則為上一張EP《Beyond得精彩》內的《想你》國語版。

## 曲目
| 次序 | 歌名       | 作曲   | 填詞          | 演唱   | 語言 |
| ---- | ---------- | ------ | ------------- | ------ | ---- |
| 1.   | 我不信     | 黃貫中 | 劉卓輝        | 黃貫中 | 國   |
| 2.   | 喜歡一個人 | 黃家強 | 黃家強        | 黃家強 | 粵   |
| 3.   | 打不死     | 黃貫中 | 葉世榮/劉卓輝 | 黃貫中 | 粵   |
| 4.   | 喜歡一個人 | 黃家強 | 周耀輝        | 黃家強 | 國   |
| 5.   | 想你       | 黃貫中 | 黃貫中        | 黃貫中 | 國   |